# Empresa Insulana de Navegação

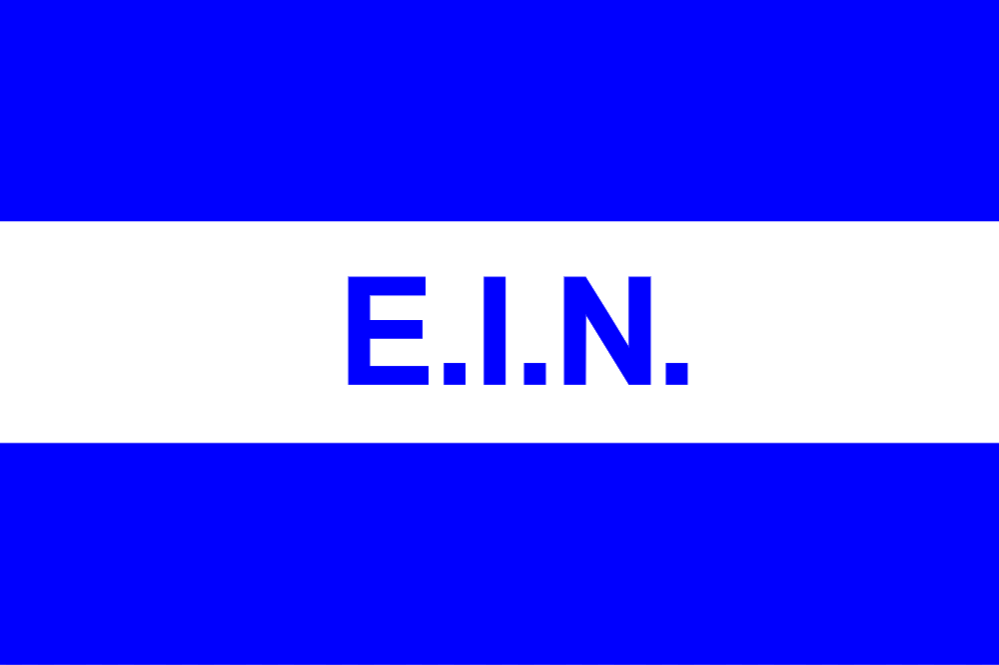
Empresa Insulana de Navegação: bandeira.

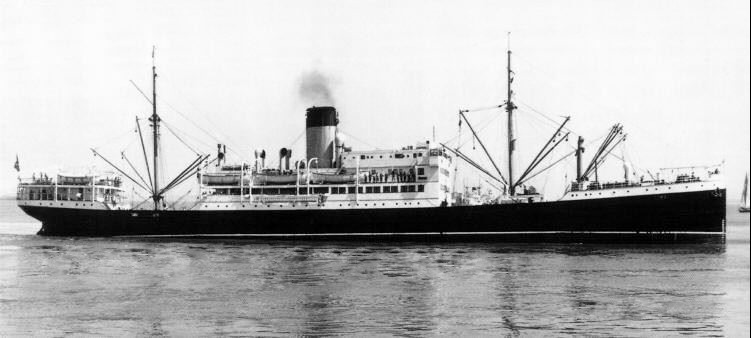
Paquete "Lima" ex. Westerwald

A Empresa Insulana de Navegação (EIN) foi uma empresa de navegação portuguesa.
| “ | A Empresa Insulana de Navegação foi a mais antiga das casas armadoras de maior prestígio, estabelecidas ao longo dos anos em Portugal, tendo servido a carreira dos arquipélagos dos Açores e da Madeira durante cento e três anos consecutivos. | ” |

## História
Constitui-se no mais antigo armador do país, operando a carreira regular entre Lisboa, os Açores e a Madeira desde 1871. Era de propriedade da empresa micaelense Bensaude & Cia., em operação no ramo marítimo até aos nossos dias como Bensaude Marítima, uma empresa do Grupo Bensaude.
Para além das viagens para as ilhas dos Açores, Madeira e Canárias, e da cabotagem inter-ilhas nos Açores, a EIN realizava cruzeiros com alguma frequência, utilizando principalmente o "N/T Funchal".
Em fevereiro de 1974, a EIN fundiu-se com a Companhia Colonial de Navegação (CCN) para formar a CTM - Companhia Portuguesa de Transportes Marítimos (CTM).

## Navios
A empresa possuiu diversos navios de passageiros, de carga e mistos:
- N/M Terceirense (1949)
- N/T Angra do Heroísmo (1966)
- N/V Carvalho Araújo (1930)
- N/M Cedros (1955)
- N/M Arnel (1955)
- N/M Corvo (1930)
- N/M Gorgulho (1930)
- N/M Gorgulho (1948)
- N/M Madalena (1950)
- N/T Funchal (1961)
- N/V Lima (1922)
- N/M Ponta Delgada (1961)
- N/V San Miguel (1905)